# Xã Oxford, Quận Delaware, Ohio
Xã Oxford (tiếng Anh: Oxford Township) là một xã thuộc quận Delaware, tiểu bang Ohio, Hoa Kỳ. Năm 2010, dân số của xã này là 987 người.